# Fernando Botero

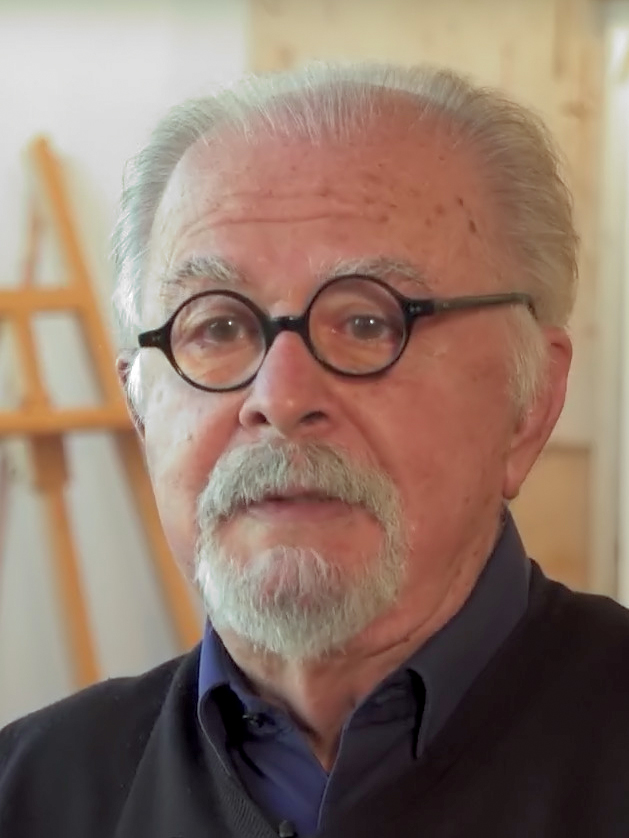
Fernando Botero (2018)

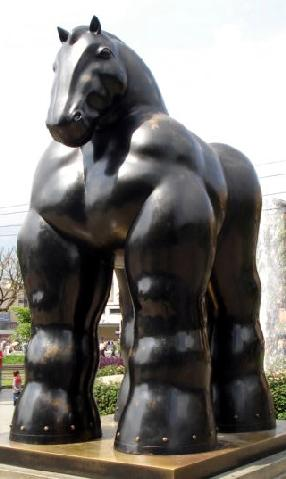
Paard

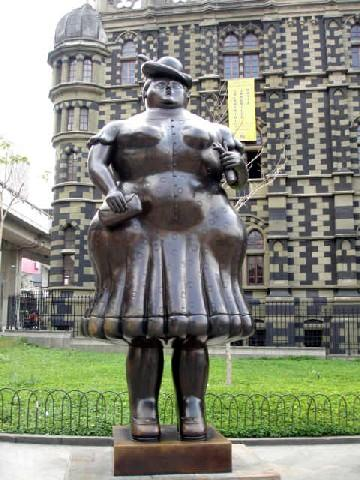
Dame

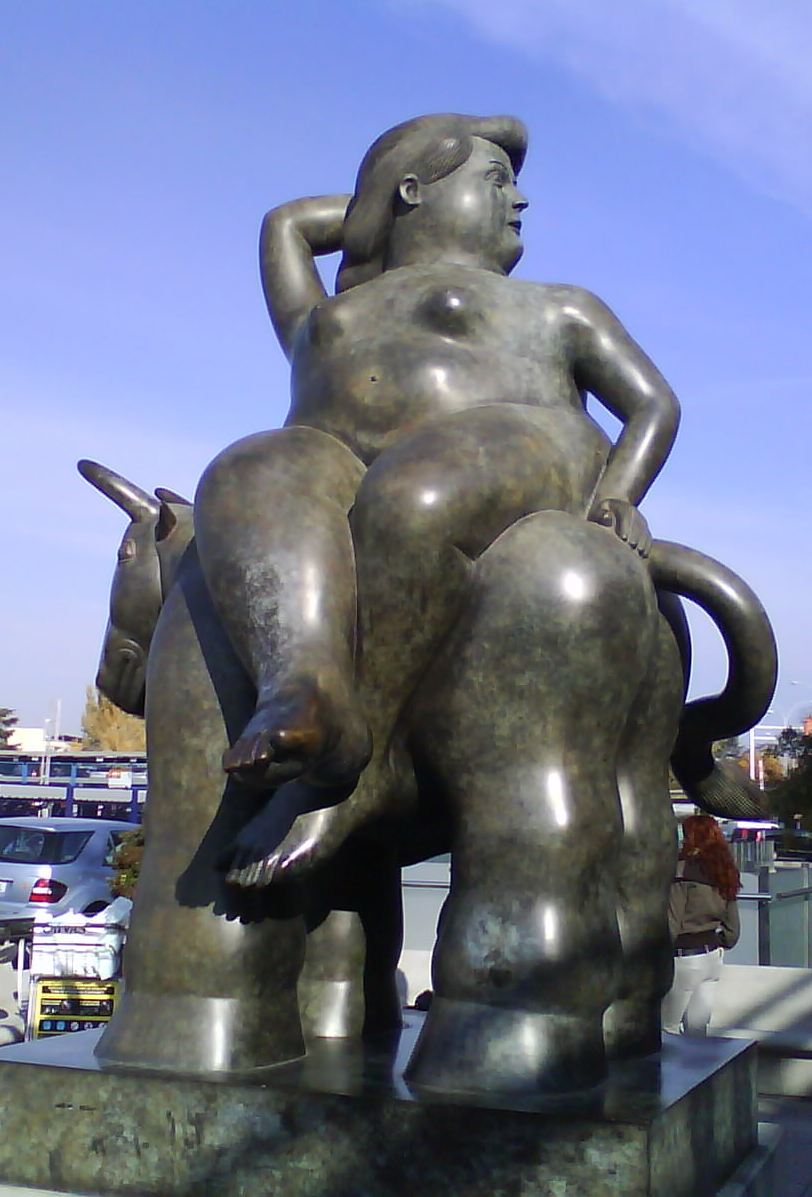
Europa op de stier

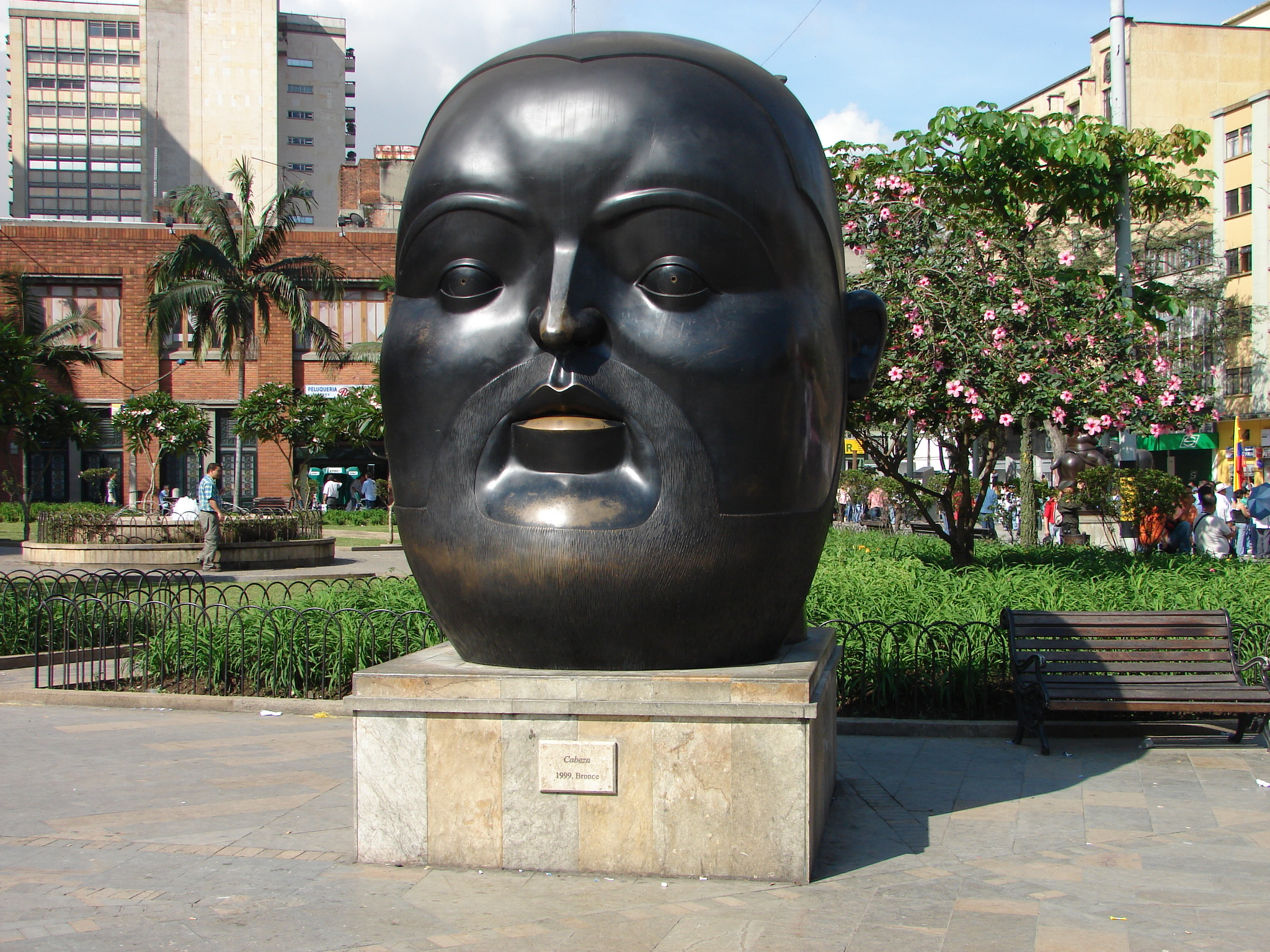
Cabeza (1999), Boteroplein, Medellin

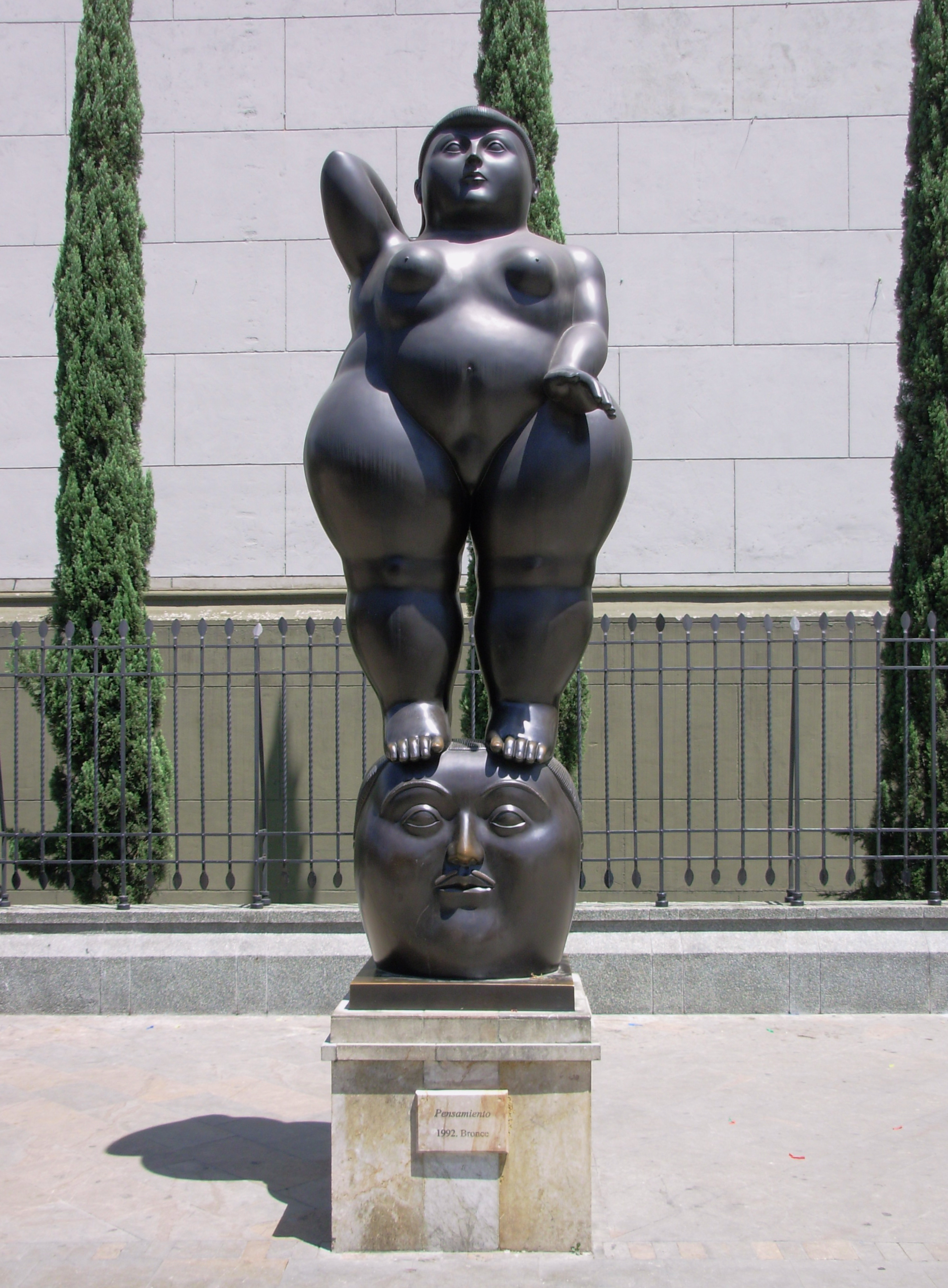
Pensamiento, 1992

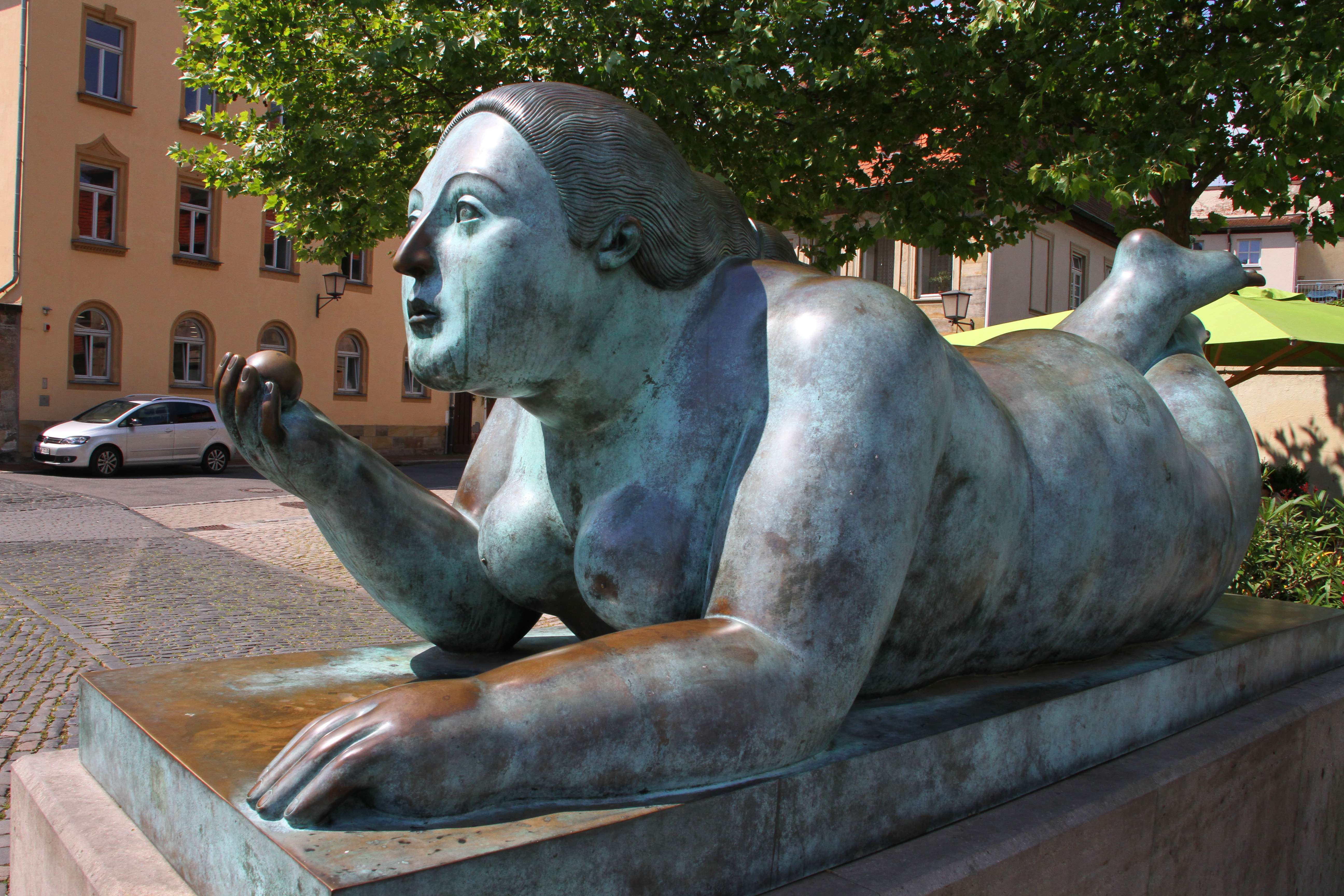
Liegende mit Frucht (Liggende vrouw met fruit) in Bamberg (Duitsland)

Fernando Botero (Medellín, 19 april 1932 – Monaco, 15 september 2023) was een Colombiaans schilder en beeldhouwer.

## Biografie
Toen hij vier jaar was overleed zijn vader. Zijn oom nam daarna een belangrijke rol op zich.
Na een opleiding bij de jezuïeten kreeg hij twee jaar lang een opleiding voor matador, waarvoor hij echter te weinig talent bleek te hebben. In zijn jeugd begon hij met het schilderen van stierengevechten, waar hij regelmatig heen ging. Botero's eerste werk werd verkocht door de kaartverkoper van de stierengevechten. Op een dag merkte hij dat hij geen stier, maar een landschap schilderde. Vanaf dat moment was hij naar eigen zeggen kunstenaar. In 1948 werden zijn eerste illustraties gedrukt in een van belangrijkste kranten van Medellín. Op zijn 19e had hij een eigen tentoonstelling in Bogotá. Op zijn 20e won hij de tweede prijs op Bogotá’s Salón Nacional de Artistas. Hij reisde daarna met een groep collega´s door Europa. Botero kreeg een professionele opleiding aan de Academia de San Fernando in Madrid.
Hij begon beeldhouwwerken te maken in 1971. Botero woonde sinds 1953 voornamelijk in Parijs, maar was door zijn afkomst geïnspireerd door de Zuid-Amerikaanse cultuur, hetgeen tot uitdrukking komt in zijn kleurgebruik, maar ook in de thema's. Hoewel Botero in zijn beginjaren verschillende malen kunstopleidingen volgde, beschouwde hij zichzelf toch voornamelijk als autodidact.
Botero was langdurig met Sophia Vari, Grieks beeldhouwer en sieraadontwerper, getrouwd.
Fernando Botero was grootkruis in de Spaanse Orde van Isabella de Katholieke.
Hij overleed op 91-jarige leeftijd.

## Stijl
In 1956, toen hij in Mexico-Stad woonde, schilderde hij een mandolin met ongebruikelijk klein geluidsgat, waardoor het instrument plotseling een overdreven afmeting kreeg. Dit was het begin van Botero´s levenslange onderzoeking van het volume. Botero maakte bronzen beelden, schilderijen en tekeningen die op het eerste gezicht vooral dikke, opgezwollen mensen afbeelden. Botero zei hier zelf over dat het geen dikke mensen zijn, maar dat hij door de omvang van de voorwerpen en lichaamsdelen het relatieve belang daarvan wil aanduiden, en dat het ook het plezier aanduidt. De gezwollen mensen lijken vaak enigszins te zweven en doen geenszins zwaar aan. De hoofden zijn meestal relatief groot (tot wel een kwart van het lichaam), de handen en voeten zijn daarentegen meestal zeer klein. De trekken in het gelaat (de mond, ogen etc.) zijn kleiner dan in de realiteit. Vaak kijken de geportretteerde personen scheel. De gezichten lijken echter wel "typisch" Zuid-Amerikaans. Vrouwen hebben kleine borsten die niet lijken te passen bij hun dikke billen en dijen en worden vaak afgebeeld met gekruiste benen en één arm boven het hoofd. De hoofden van paarden zijn echter vaak kleiner afgebeeld dan zij in werkelijkheid zouden zijn. De kunst van Botero is zeer toegankelijk en heeft vaak een komisch en een ontroerend, maar soms ook een schokkend effect op de toeschouwers.
Omtrent de pseudonaïeve figuratieve stijl van Botero heeft men het vaak over gonflettestijl, zelfs over boteromorfisme. Gonflette is Frans voor bodybuilder. Bij zijn eigen stijlomschrijving valt herhaald zijn magisch woord het plastische, dat hij in elke figuur of elk beeld betracht, waarbij hij aanduidt dat het puur plastische primeert en opvallend leidt tot het immobilisme van zijn voorstellingen. Zijn eigen stijlaanduiding is dan ook; 'plasticisme'. Anekdotisch vertelde hij, dat hij bij het tekenen van een mandoline het te kleine gaatje van de klankkast tekende en ineens de monumentale plasticiteit van het muziekinstrument zag. Botero gebruikt weinig stofuitdrukking, waardoor elk oppervlak dezelfde, doffe, structuur lijkt te hebben.
Botero maakte in zijn geheel eigen stijl kopieën van beroemde werken van oude meesters, zoals Diego Velázquez en Leonardo da Vinci. Ook ontleende Botero bloederige en gewelddadige thema's aan de burgeroorlog in Colombia. Zo schilderde hij afbeeldingen van de president, van een arrestatie, van executies en van huilende weduwes. Maar ook schilderde hij feestende en dansende mensen, vaak onder het licht van enkele kale peertjes. Nooit echter is er een glimlach te zien op de gezichten. Botero schildert ook stillevens en landschappen.
In zijn recente werk sloeg Botero de richting in van de ethische aanklacht. Net als Picasso destijds, met zijn Guernica, klaagde hij de macabere schandaalscènes aan van de recente oorlogsexcessen. Zo vormden de wreedheden uit de Iraakse Abu Ghraibgevangenis het thema van de werken die hij in 2005 liet zien tijdens zijn expositie in het Palazzo Venezia, de oud-residentie van Benito Mussolini in Rome. Net zoals hij het geweld in zijn geboorteland Colombia met zijn voortdurende burgeroorlog aan de kaak stelde en in tegenstelling tot zijn meer beminnelijke en vaak komische figuren, nam hij opnieuw de taak op zich komende generaties te herinneren aan het onrecht van zijn tijd.

## Nalatenschap
Hoewel Botero tot zijn overlijden nog kunstwerken maakte en exposeerde, heeft hij in 2000 al een groot deel van zijn collectie van eigen werk en 19e- en 20e-eeuwse meesters geschonken aan het Museum de Antioquia in Medellín en de Banco de la República in Bogota. Voorwaarde voor de schenking was dat deze collectie van 208 werken permanent tentoongesteld zou worden en dat de toegang tot dit museum gratis zou zijn. De collectie bestaat uit 123 werken van Botero (zowel beelden als schilderijen en tekeningen, en 85 werken van Europese kunstenaars zoals Picasso, Chagall, Corot, Renoir, Bonnard, Dalí, Beckmann, Delvaux, Giacometti, Matisse, Miró en anderen, die Botero in de loop van zijn leven verzameld heeft en die in zijn verschillende huizen in New York, Parijs, Monte Carlo en Pietrasanta hingen. De collectie toont een dwarsdoorsnede van de verschillende Europese kunststromen uit de 19e en 20e eeuw.

## Tentoonstellingen en musea

### Musea
Werk van Botero is onder andere te zien, of te zien geweest in de volgende musea:
- Donación Botero in Bogota
- Museo de Bogota in Bogota
- Metropolitan Museum of Art in New York
- Museo de Antioquia in Medellín
- Beeldhouwwerken van Botero staan in de straten van Medellín, New York, Barcelona, Madrid, Jeruzalem, Bamberg en Jerevan.[1]

### Tentoonstellingen
- Grote exposities van zijn werk waren onder andere in New York, Madrid, Florence en Parijs, locaties waar hij ook geruime tijd gewoond heeft. In België was het kunstpromotor Emiel Veranneman die Botero tentoonstelde, te Knokke in 1988.
- In 2003 had Botero exposities in het Gemeentemuseum Den Haag en in Venetië[4]
- In de zomer van 2006 zijn beelden van Botero tentoongesteld op het Lange Voorhout in Den Haag.
- In de zomer van 2016 zijn beelden en schilderijen van Botero te zien geweest in de Kunsthal Rotterdam.[5]
- In 2021 werd werk van Botero tentoongesteld in het BAM in Bergen.

## Titels van werken
Botero geeft zijn werk titels die het centrale onderwerp aanduiden. De onderwerpen worden vaak in verschillende variaties uitgewerkt. Zijn olieverfschilderijen meten zo'n anderhalf bij twee meter. De titels zijn oorspronkelijk in het Spaans. Voorbeelden:
- Adán y Eva / Adam en Eva
- Baile / Dansfeest
- El Bano / Het bad
- El comedor / De eetkamer
- Cardenal / Kardinaal
- Casa de Marta Pintuco / Het huis van Marta Pintuco
- Hombre y mujer / Man en vrouw
- Hombre con baston / Man met wandelstok
- La calle / De weg
- La corrida / Het stierengevecht
- La mesa de la cocina / De keukentafel
- La playa / Het strand
- La senorita Riviere / Mevrouw Riviere (naar: Ingres)
- Mujer leyendo / Lezende vrouw
- Narajas / Sinaasappels
- Naturaleza cafetera azul / Stilleven met blauwe koffiepot
- Naturaleza con lampara / Stilleven met lamp
- Naturaleza con langosta / Stilleven met kreeft
- Naturaleza con mandolina / Stilleven met mandoline
- Picador / Picador
- Picnic / Picknick

## Wetenswaardigheden
- In 1994 werd er een poging gedaan om Botero te ontvoeren.[1]
- In 1995 bliezen terroristen zijn beeldhouwwerk Pájaro in Medellín op. Er vielen 23 doden en 200 gewonden. Botero schonk daarna La paloma de la paz aan de stad.[1]
- In de jaren negentig van de twintigste eeuw maakte hij een serie schilderijen over het geweld van drugs in Colombia. Later schilderde hij ook een serie over de marteling in de Abu Ghraibgevangenis.[1]